# Bolszoj Szurniak
Bolszoj Szurniak (ros. Большой Шурняк) – wieś (sieło) w Rosji, w Tatarstanie, w rejonie jełabuskim. W 2010 liczyła 471 mieszkańców.